# WASP-48
WASP-48 — звезда, которая находится в созвездии Лебедя на расстоянии приблизительно 1402 световых лет от нас. Вокруг звезды обращается, как минимум, одна планета.

## Характеристики
WASP-48 была открыта с помощью орбитальной обсерватории Hipparcos в ходе проекта Tycho. Официальное открытие звезды было совершено 1997 году в рамках публикации каталога Tycho. Наименование звезды в этом каталоге — TYC 3925-739-1. В настоящий момент более распространено наименование WASP-48, данное командой исследователей из проекта SuperWASP.
Звезда представляет собой жёлтый субгигант; она более старая, чем Солнце: её возраст оценивается в 7,9 миллиардов лет. Масса и радиус составляют около 1,19 и 1,75 солнечных соответственно. Температура поверхности звезды равна около 5920 кельвинов.

## Планетная система
В 2011 году группой астрономов, работающих в рамках программы SuperWASP, было объявлено об открытии планеты WASP-48 b в системе. Это горячий газовый гигант, обращающийся очень близко к родительской звезде — на расстоянии 0,034 а.е. По массе он почти равен Юпитеру, однако по размерам чуть превосходит его. Эффективная температура планеты оценивается в 2030 кельвинов. Открытие планеты было совершено транзитным методом.